# Bán tự cảnh
Bán tự cảnh (danh pháp khoa học: Strobilanthes alternata) là một loài thực vật có hoa thuộc họ Ô rô (Acanthaceae).

## Hình ảnh

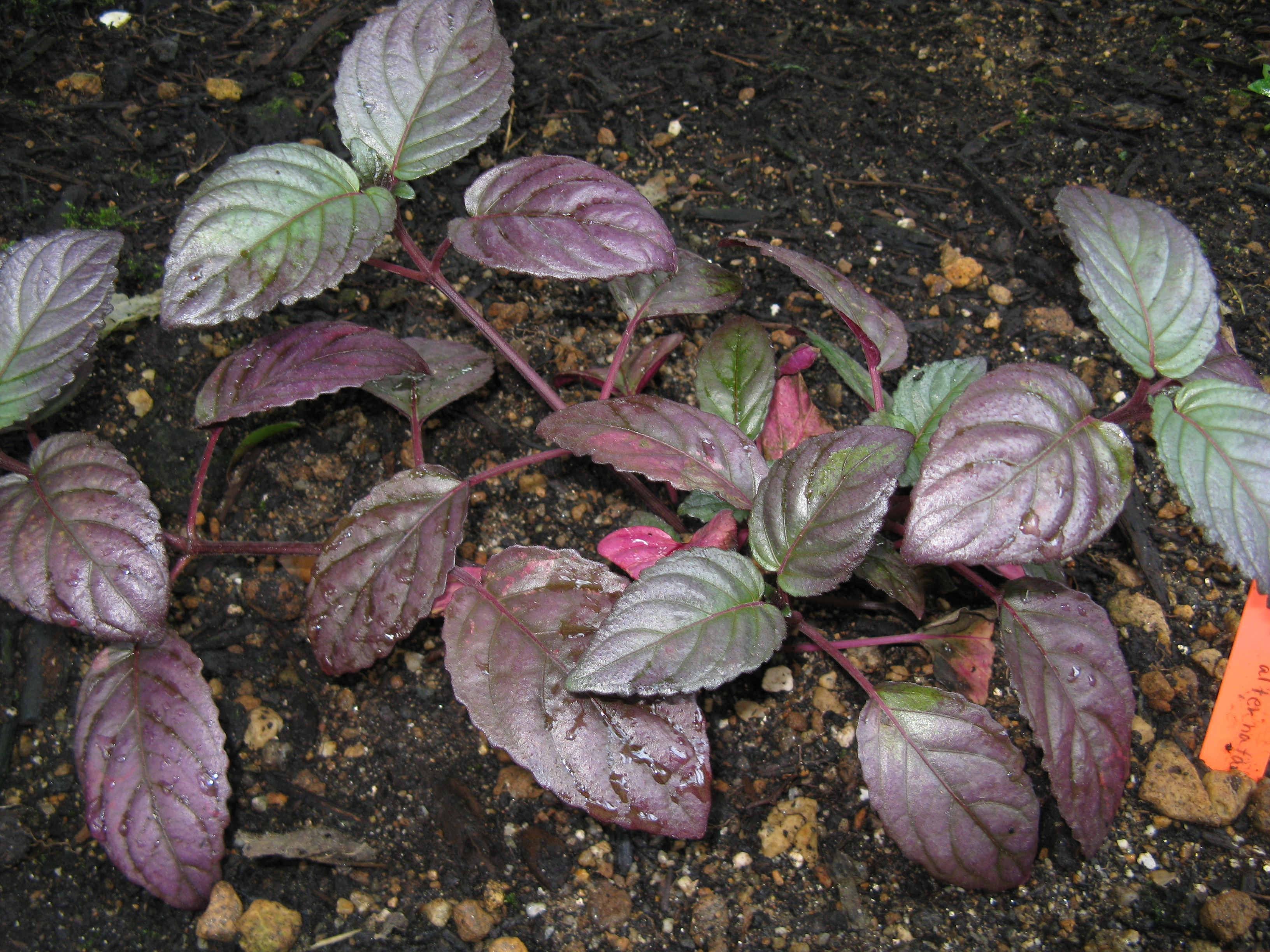
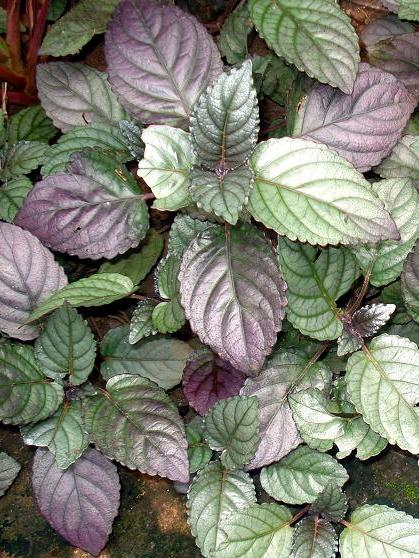
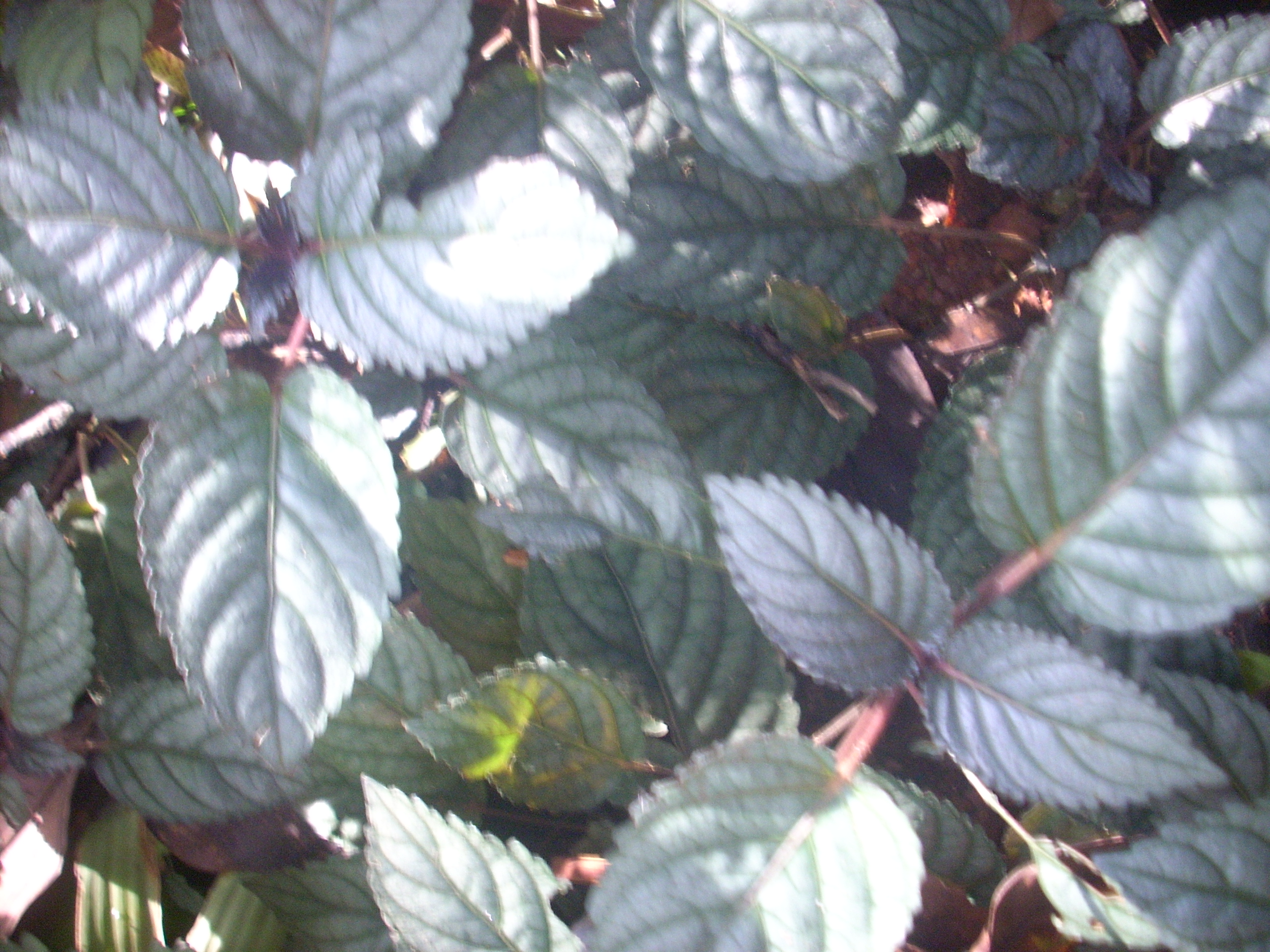

Tư liệu liên quan tới Hemigraphis alternata tại Wikimedia Commons